# Arthaldeus arenarius
Arthaldeus arenarius är en insektsart som beskrevs av Adolf Remane 1960. Arthaldeus arenarius ingår i släktet Arthaldeus och familjen dvärgstritar. Inga underarter finns listade i Catalogue of Life.